# Корсьє-сюр-Веве
Корсьє-сюр-Веве (фр. Corsier-sur-Vevey) — громада в Швейцарії в кантоні Во, округ Рів'єра-Пеї-д'Ано.

## Географія
Громада розташована на відстані близько 75 км на південний захід від Берна, 18 км на південний схід від Лозанни.
Корсьє-сюр-Веве має площу 6,7 км², з яких на 19,5 % дозволяється будівництво (житлове та будівництво доріг), 45 % використовуються в сільськогосподарських цілях, 34,8 % зайнято лісами, 0,7 % не є продуктивними (річки, льодовики або гори).

## Демографія
2019 року в громаді мешкало 3362 особи (+3,5 % порівняно з 2010 роком), іноземців було 31,6 %. Густота населення становила 499 осіб/км².
За віковим діапазоном населення розподілялося таким чином: 19,5 % — особи молодші 20 років, 60,7 % — особи у віці 20—64 років, 19,8 % — особи у віці 65 років та старші. Було 1548 помешкань (у середньому 2,2 особи в помешканні).
Із загальної кількості 1670 працюючих 32 було зайнятих в первинному секторі, 753 — в обробній промисловості, 885 — в галузі послуг.